# Yoo Ah-in
Uhm Hong-sik (en hangul, 엄홍식; Daegu, 6 de octubre de 1986), mejor conocido artísticamente como Yoo Ah-in (en hangul, 유아인) es un actor y director artístico surcoreano.

## Carrera
Es conocido sobre todo por sus roles en la serie de televisión Sungkyunkwan Scandal (2010), la película de coming-of-age Punch (2011), el melodrama Secret Love Affair (2014), la acción blockbuster Por encima de la ley (2015) , la película de período histórico The Throne (2015), y serie de drama histórico Six Flying Dragons (2015-2016). 
Ha recibido numerosos reconocimientos de mejor actor en premios como los Blue Dragon Film Awards, Korean Film Reporters Association Awards, Max Movie Awards, Chunsa Film Art Awards, Golden Cinematography Awards y Baeksang Arts Awards. Yoo es también el director de un espacio creativo complejo llamado Studio Concrete, que él creó con un grupo de artistas de diversos medios.
El 24 de junio del mismo año apareció como parte del elenco principal de la película #ALIVE, donde dio vida a Joon Woo, un jugador que sobrevive sólo y se desconecta del mundo.
El 15 de octubre de 2020 apareció como parte del elenco principal de la película de crimen Voice of Silence (también conocida como "Without Even a Sound") donde interpretó a Kim Tae-in.
El 1 de noviembre de 2021 se unió al elenco principal de la nueva serie de Netflix: Hellbound (también conocida como "Hell") donde dio vida a Jung Jin-soo, el líder de un misterioso y siniestro culto, quien cree que los "leones del infierno", advierten algún tipo de mensaje espiritual de una deidad desconocida.
El 13 de enero de 2022, se confirmó que se había unido al elenco de la serie de Netflix, Adiós, Tierra (también conocida como "The Fool of the End") donde interpretará a Ha Yoon-sang, es el novio de toda la vida de Se-kyung. Un investigador del Instituto de Biociencia y Biotecnología, quien deja la seguridad de Estados Unidos para estar al lado de su novia en Corea, una zona que está en peligro.
Ese mismo año se unió al elenco de la película High Five.Sin embargo, todos los proyectos del actor se paralizaron cuando, tras un registro en el aeropuerto de Incheon en febrero de 2023, fue acusado de consumo de drogas. En mayo del mismo año, antes de ser interrogado por el Tribunal de Distrito de Seúl, Yoo Ah-in hizo una declaración pública reconociendo que había estado involucrado en el consumo ilegal de cocaína. La investigación policial determinó que había consumido también propofol y otras sustancias. A la espera de una resolución del caso, las series y películas que no se habían estrenado aún sufrieron aplazamientos y modificaciones para reducir o eliminar la presencia del actor en pantalla.

## Filmografía

### Películas
| Año  | Título                                           | Rol                    | Notas                                        | Ref.                        |
| ---- | ------------------------------------------------ | ---------------------- | -------------------------------------------- | --------------------------- |
| 2007 | Shim's Familia                                   | Shim Yong Tae          |                                              | [ 14 ] [ 15 ]               |
| 2007 | Boys of Tomorrow                                 | Jeon Jong Dae          |                                              | [ 16 ] [ 17 ] [ 18 ]        |
| 2008 | Antique                                          | Yang Ki Beom           |                                              | .                           |
| 2009 | Sky and Ocean                                    | Jin Goo                |                                              |                             |
| 2011 | Punch                                            | Do Wan Deuk            |                                              | [ 23 ] [ 24 ]               |
| 2013 | Tough as Iron                                    | Gang Cheol             |                                              | [ 25 ] [ 26 ]               |
| 2014 | La chica satélite y el chico vaca                | Ko Kyung Chun (voz)    | Película de animación                        |                             |
| 2014 | Thread of Lies                                   | Choo Sang Bak          |                                              | [ 27 ] [ 28 ] [ 29 ]        |
| 2015 | Por encima de la ley                             | Jo Tae Oh              |                                              | [ 30 ] [ 31 ]               |
| 2015 | The Throne                                       | Príncipe Heredero Sado |                                              | [ 32 ]                      |
| 2016 | Like for Likes                                   | Noh Jin Woo            |                                              | [ 33 ]                      |
| 2016 | CCRT Aerospace : Ep. 1 Fragile : The Other Space | Hombre                 | Cortometraje, es también productor           | [ 34 ]                      |
| 2018 | Burning                                          | Jong Soo               |                                              | [ 35 ]                      |
| 2018 | Sovereign Default                                | Yun Jeong-hak          |                                              | [ 36 ]                      |
| 2020 | Voice of Silence                                 | Kim Tae-in             | También conocida como "Without Even a Sound" | [ 37 ]                      |
| 2020 | #Alive                                           | Oh Joon-woo            |                                              |                             |
| 2021 | High Five                                        |                        |                                              | [ 38 ]                      |
| 2022 | Seoul Vibe                                       | Dong-wook              |                                              | [ 39 ] [ 40 ] [ 41 ] [ 42 ] |
| 2025 | La partida de go                                 | Lee Chang-ho           |                                              | [ 43 ] [ 44 ] [ 45 ]        |

### Series de televisión

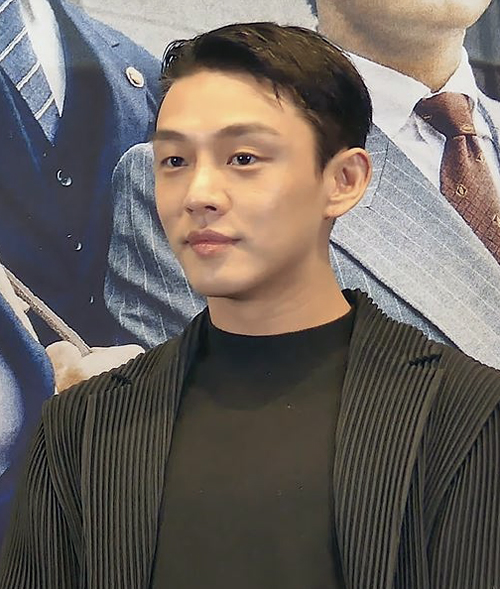
Yoo Ah-in en diciembre del 2018.

| Año       | Título                       | Rol                              | Canal   | Notas                          | Notas                |
| --------- | ---------------------------- | -------------------------------- | ------- | ------------------------------ | -------------------- |
| 2003      | Honest Living                | Hombre #2                        | SBS     | papel secundario, episodio 164 |                      |
| 2004-2005 | Sharp 1                      | Yoo Ah In                        | KBS2    |                                | [ 46 ]               |
| 2004      | April Kiss                   | Kang Jae Sup, de 16 años de edad | KBS2    | episodio 1                     |                      |
| 2005      | Shi-eun & Soo-ha             | Lee Min Suk                      | KBS2    | Drama City, 1 episodio         |                      |
| 2008      | Chil-woo the Mighty          | Heuksan / Kim Hyuk               | KBS2    |                                | [ 47 ] [ 48 ]        |
| 2009      | He Who Can't Marry           | Park Hyun Kyu                    | KBS2    |                                |                      |
| 2010      | Sungkyunkwan Scandal         | Moon Jae Shin                    | KBS2    |                                | [ 49 ] [ 50 ] [ 51 ] |
| 2012      | Fashion King                 | Kang Young Geol                  | SBS     |                                | [ 52 ] [ 53 ]        |
| 2013      | Jang Ok-jung, Living by Love | Yi Soon (Rey Sukjong)            | SBS     |                                | [ 54 ] [ 55 ]        |
| 2014      | Secret Love Affair           | Lee Sun Jae                      | JTBC    |                                |                      |
| 2014      | Discovery of Love            | estudiante de la clase           | KBS2    | cameo, episodio 16             |                      |
| 2015-2016 | Six Flying Dragons           | Yi Bang Won (Rey Taejong)        | SBS     |                                | [ 56 ] [ 57 ] [ 58 ] |
| 2016      | Descendientes del sol        | bank teller Eom Hong Sik         | KBS2    | cameo, episodio 13             |                      |
| 2017      | Chicago Typewriter           | Han Se Joo / Seo Hwi Young       | tvN     |                                | [ 59 ] [ 60 ]        |
| 2021      | Hellbound                    | Jung Jin-soo                     | Netflix |                                |                      |
| 2024      | Adiós, Tierra                | Ha Yoon-sang                     | Netflix | Estreno aplazado               | [ 61 ] [ 62 ] [ 12 ] |

### Documentales
| Año  | Título                    | Canal | Notas     |
| ---- | ------------------------- | ----- | --------- |
| 2014 | Wan Deuk who wants to Fly | KBS1  | narración |
| 2017 | June Story                | KBS1  | narración |

### Programas de variedades
| Año  | Programa          | Canal | Notas              |
| ---- | ----------------- | ----- | ------------------ |
| 2005 | Sponge            | KBS2  | ep. 68 - invitado  |
| 2008 | Come to Play      | MBC   | ep. 219 - invitado |
| 2009 | Ya Shim Man Man 2 | SBS   | ep. 25 - invitado  |
| 2013 | Running Man       | SBS   | ep. 164 - invitado |
| 2020 | I Live Alone      |       | invitado           |

### Eventos
| Año  | Título                  | Notas |
| ---- | ----------------------- | ----- |
| 2021 | 2021 Asia Artist Awards |       |

### Videos musicales
| Año  | Título              | Artista     |
| ---- | ------------------- | ----------- |
| 2004 | "Footprints"        | T.O         |
| 2012 | "Only One"          | BoA         |
| 2016 | "ㅎㅎㅎ (Heung-bu)" | Peggy Gould |

## Premios y nominaciones
- 2007 Pyeongtaek Film Festival Novato del Mes (Mayo) por Boys of Tomorrow
- 2007 8th Pusan Film Critics Awards Mejor Novato por Boys of Tomorrow
- 2007 3th Pyeongtaek Film Festival - New Currents Movie Star Awards Mejor Nuevo Actor por Boys of Tomorrow
- 2008 11th Director's Cut Awards Actor Novato del Año por Antique
- 2010 5th A-Awards (ARENA Homme Magazine) Categoría Estilo - Hombre del Año
- 2010 KBS Drama Awards Mejor Pareja junto a Song Joong Ki por Sungkyunkwan Scandal
- 2011 5th Mnet Choice Awards Mejor Voz Top 20's
- 2011 4th Style Icon Asia Awards (SIA) Icono de Estilo - Bonsang (Premio Principal)
- 2012 3th Film of The Year (Korea Film Reporters Association) Premio Descubrimiento por Punch
- 2013 9th Korea Green Foundation Aquellos que hicieron el mundo más brillante - Sector TV
- 2015 20th Busan International Film Festival Marie Claire Asia Star Award
- 2015 15th Korea World Youth Film Festival Actor favorito por Por encima de la ley
- 2015 36th Blue Dragon Film Awards Premio al Mejor Actor por The Throne
- 2015 Fashionistas Awards (Celeb's Pick- NAVER) Fashion categoria Cine por Por encima de la ley
- 2015 10th A-Awards (ARENA Homme Magazine) Categoría Estilo - Hombre del Año
- 2015 Shin Young-kyun Culture and Arts Foundation Impresión Artística - Actor Cine
- 2015 4th Korea Fashion Designers Association Fashion Icon of the Year
- 2015 The Korea Film Actor's Association Korea Top Star por Veteran, The Throne
- 2015 SBS Drama Awards Premio TOP a la excelencia, actor por Six Flying Dragons
- 2015 SBS Drama Awards Mejor Pareja con Shin Se Kyung por Six Flying Dragons
- 2015 SBS Drama Awards Top 10 Stars por Six Flying Dragons
- 2016 7th Film of The Year (Korea Film Reporters Association) Mejor Actor por The Throne
- 2016 11th Max Movie Awards Mejor Actor por Por encima de la ley
- 2016 8th Style Icon Asia Awards (SIA) Icono de Estilo - Bonsang (Premio Principal)
- 2016 10th Asian Film Awards Premio Nueva Generación
- 2016 21th Chunsa Film Art Awards Mejor Actor por The Throne
- 2016 36th Golden Cinema Film Festival Mejor Actor por Por encima de la ley
- 2016 52nd BaekSang Arts Awards Premio al Mejor Actor en TV por Six Flying Dragons
- 2016 7th Popular Culture and Arts Awards Premio del Primer Ministro
- 2016 16th Korea World Youth Film Festival Actor favorito por Like for Likes
- 2017 19th Korea Fashion Photographers Association Awards Fotogenia del Año
- 2018: 2nd Seoul Awards - Mejor Actor (película) - "Burning"[64]
- 2021; 41st Blue Dragon Film Award - Best Actor . "Voice of Silence"[65]
- 2021; 41st Blue Dragon Film Award - Popular Star Award
- 2021 - 57th Baeksang Arts Award - Best Actor (Film) por Voice of Silence[66][67][68][69]
- 2021 - 15th Asian Film Awards (AFA) - Best Actor por Voice of Silence[70]
- 2021 - 30th Annual Buil Film Award - Best Actor por Voice of Silence[71]
- 2021 - 2021 Asia Artist Award - Film Actor of the Year[72][73]
- 2021 - 2021 Asia Artist Award - AAA Asia Celebrity (Actor)